# 이소연 (공학자)
이소연(李素姸, 1978년 6월 2일~)은 2008년 4월 대한민국 최초의 우주 비행 참가자(Space Flight Participant)로서 국제 우주 정거장에서 11일간 체류하였다.
한국과학기술원(KAIST) 기계공학과와 동 대학원을 졸업하였으며 2008년 고산과 함께 한국의 우주인 후보자로 선발되었고, 최종 경쟁에서 선택되어 2008년 4월 8일부터 4월 19일까지 11일간 우주를 비행하고 귀환하였다. 그녀는 전 세계적으로는 475번째, 여성으로서는 49번째 우주인이다. 그녀는 2명의 아시아계 미국인을 포함하여 4번째 아시아 여성 우주인이기도 하다.

## 업적

#### 비행 훈련

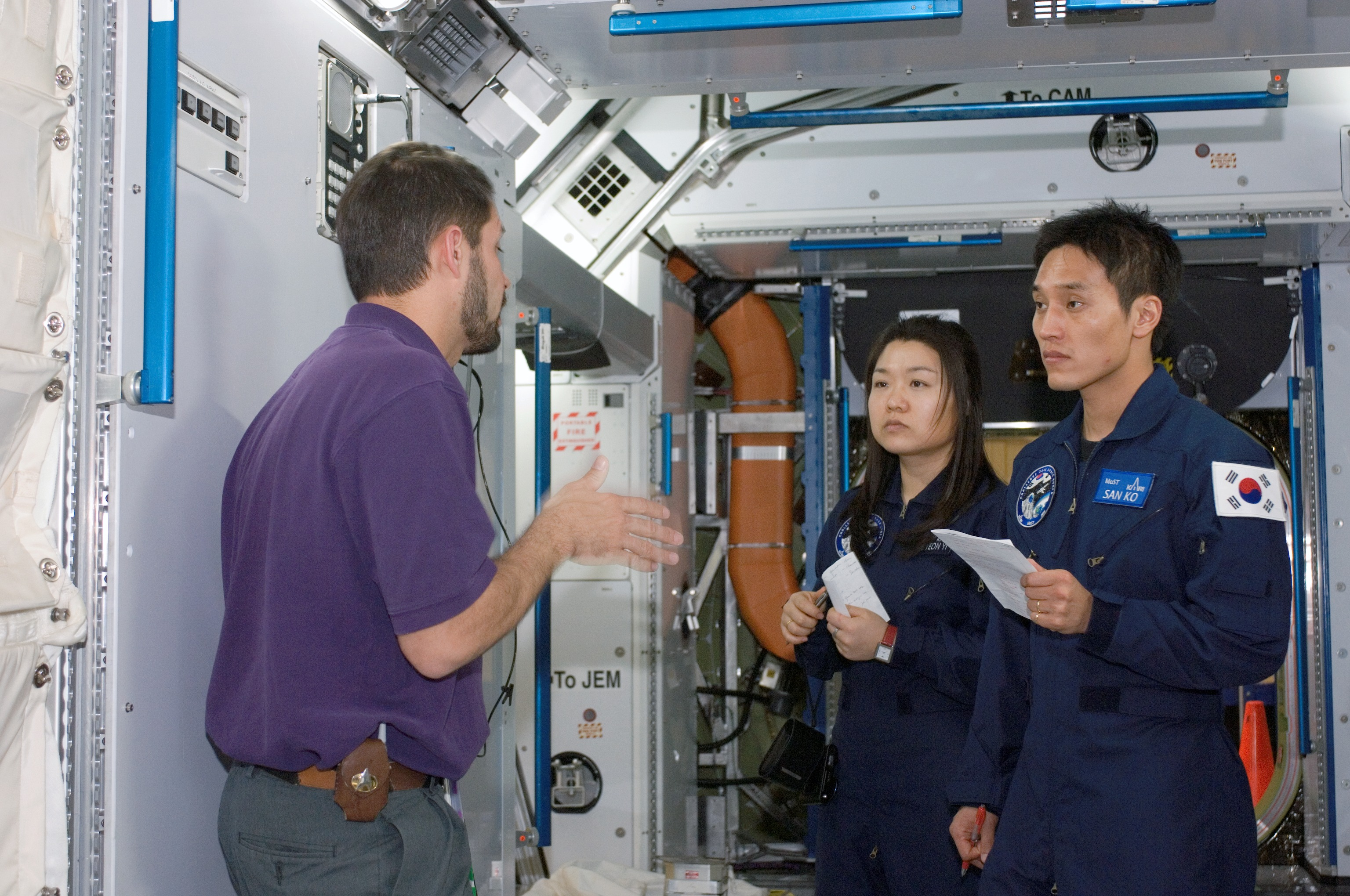
이소연과 고산이 ISS 실물크기 모형모듈에서 장비에 대한 훈련을 받는 모습, 2008년 1월 14일, 美텍사스주 휴스턴의 '존슨 우주센터'(JSC)

대한민국 과학기술부(현 과학기술정보통신부)가 2000년 12월 러시아와 공동으로 우주비행자 양성 계획을 수립하고, 2006년 4월에 우주비행자 모집공고를 한 이래, 전체 지원자 3만 6206명 중 고산과 함께 최종 후보 2인으로 선발되었다. 두 사람은 2007년 3월부터 모스크바 북동쪽 근교의 스타 시티에 위치하는 유리 가가린 우주인 훈련센터(GCTC)에서 우주적응과 우주과학 실험수행을 위한 기초 훈련을 받았다.
2007년 9월 5일 고산이 우주 비행 참가자로 선정, 이소연은 고산이 만일의 문제로 탑승할 수 없을 경우를 대비, 백업 우주 비행 참가자로 선정되었으나, 2008년 3월, 고산의 관련 보안 규정 위반으로 인해 이소연이 우주 비행 참가자, 고산이 백업 우주 비행 참가자로 변경되었다.

#### 우주 비행

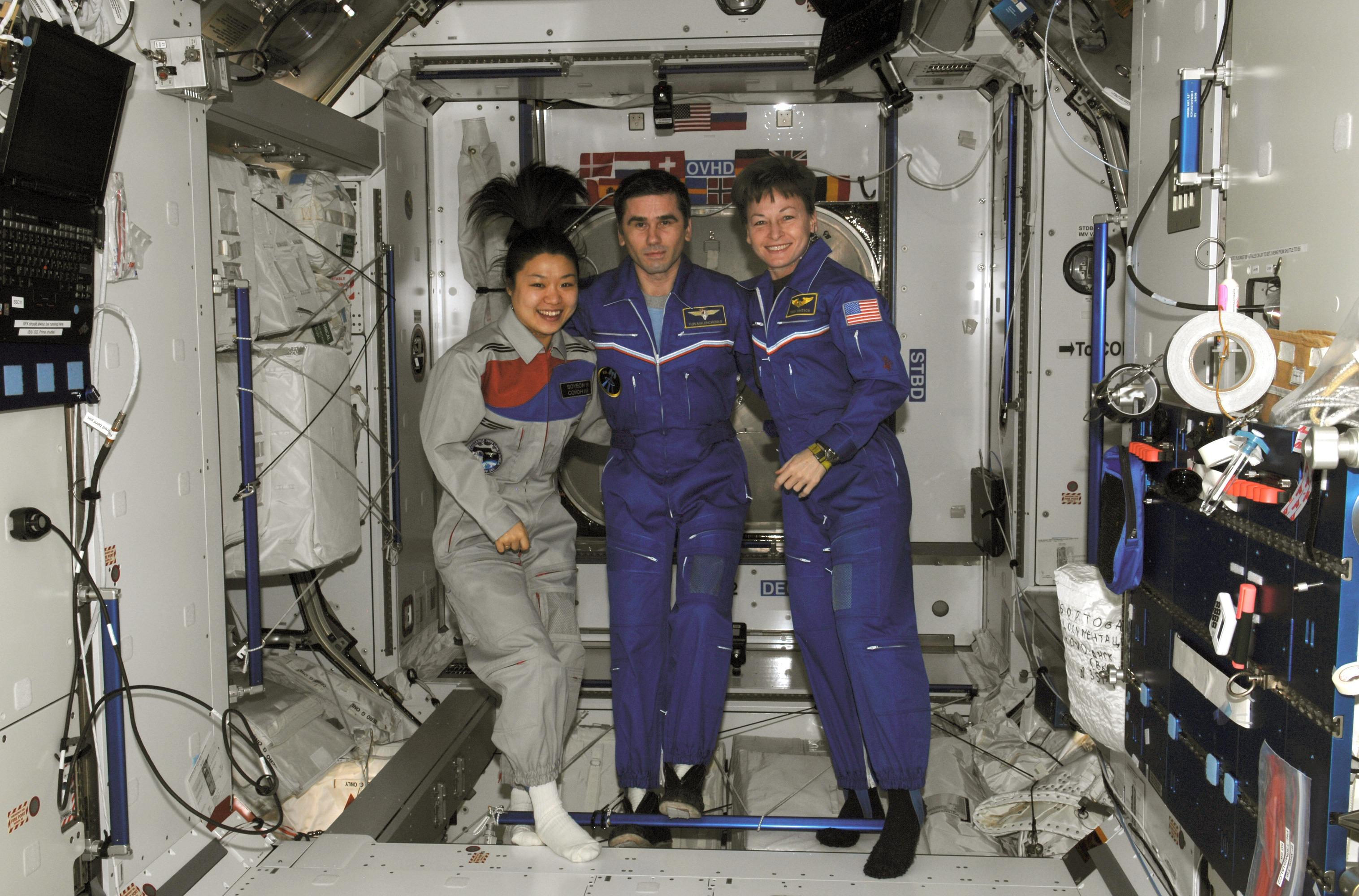
(왼쪽부터) 소유즈 TMA-11 귀환탑승자들: 이소연, 유리 말렌첸코(엑스퍼디션 16 플라이트 엔지니어, 러시아), 페기 윗슨(엑스퍼디션 16 커맨더, 미국), 2008년 4월 17일, 국제우주정거장(ISS)의 미국측 하모니 노드(Harmony node)

한국시간 기준 2008년 4월 8일 오후 8시 16분 39초에 이소연은 카자흐스탄 바이코누르 우주 기지에서 엑스퍼디션 17 공식 크루멤버로 분류되는 러시아의 세르게이 볼코프와 올레그 코노넨코와 함께 소유스 TMA-12호를 타고 출발하였고, 예정시간보다 약 3분 빠른 한국시간 기준 4월 10일 오후 9시 57분에 국제 우주 정거장(ISS)과의 도킹에 성공하였다.
미항공우주국에서는 이소연이 정식 우주임무에 참여하지 않으며, 그의 소유스호 탑승은 한국과 러시아 우주연방청의 ‘상업계약’에 따른 것이기 때문에 이소연을 “우주비행사”(astronaut)가 아닌 “우주비행 참가자”(spaceflight participant)로 분류한다. 도킹 성공직후, 모스크바 근교 코롤료프에 있는 러시아측 MCC(Mission Control Center)의 공식 기자회견에서 한국측 대표로 나온 한국항공우주연구원 백홍열 원장은 한국측 견해는 단순한 우주비행 참가자가 아니라 논란의 여지 없는 우주비행사라고 영어답변으로 공언했다. 하지만 실제로 한국에서도 논란이 있었던 만큼 객관적인 발언은 아니라고 보는 시각도 있다.
그 후, 한국시간 4월 11일 자정 12시 41분에 세르게이 볼코프에 이어 두 번째로 건너가면서 157번째 국제 우주 정거장(ISS) 탑승자가 되었다.
ISS에서는 9박 10일간 머물면서 18가지 우주과학 실험 등의 우주임무를 수행하고, 한국시각 4월 19일 오후 2시 6분 30초에 기존에 머물고 있던 엑스퍼디션 16의 공식 크루멤버였던 러시아의 유리 말렌첸코, 미국의 페기 윗슨과 함께 소유스 TMA-11로 갈아타고 도킹을 풀었고, 한국시각으로 오후 5시 28분경 예상착륙지점에서 420 km 떨어진 카자흐스탄 국경 부근의 오르스크시 남동쪽 초원지대에 착륙, 귀환하였다.

### 우주비행 이후
2007년 2월 SBS 명예특파원을 맡기도 했고, 2011년 1월부터는 출신학교인 한국과학기술원(KAIST)의 겸임교수를 맡았다.
우주에서 귀환한 이후 계약에 따른 2년간의 한국항공우주연구원(KARI) 전임연구원 생활과 카이스트에서의 교수 생활을 마무리지은 후 2012년부터 항공우주연구원 인사위원회의 승인하에 휴직하고 미국 UC버클리대학교 하스 경영대학원에서 MBA(경영대학원 석사) 과정을 밟고 있다.
2013년 8월에는 미국 워싱턴주 퓨알럽 (Puyallup)에 거주하는 한국계 미국인 임상안광학과 의사(Optometrist) 정재훈 (Jason J. Chung)과 결혼하였다.
이후 이소연은 이메일 인터뷰에서 항공우주연구소를 그만두고 가정에 전념한다고 전했다. 이소연이 민간인 신분으로 전환됨에 따라서 대한민국 정부는 이소연 박사에게 부여한 "한국 우주인" 타이틀을 쓸 수 없게 되었다.

## 논란

### 역할
NASA에서 이소연을 우주비행 참가자라고 규정한다는 사실이 국내 언론을 통해 알려진 후 이소연의 역할이 정확히 무엇이었는지에 대한 논란이 일었다. 한국항공우주연구원에서는 이소연을 우주실험전문가 그룹으로 규정했다. 러시아에서는 특정 조건을 갖춘 사람을 우주인으로 인정하고 있으나 우주인 자격에 대한 국제적 합의는 아직까지 이루어진 바가 없다.
2008년 5월 7일 피트 워든 NASA 에임즈 연구 소장은 서울디지털포럼 2008 기자회견에서 개인적으로는 이소연이 우주비행사라고 생각한다고 밝혔다. 그러나 이는 NASA의 입장은 아니며, 미국에서는 우주비행사(astronaut)로 불리기 위해서는 정해진 교육 과정을 거쳐야 한다고 말했다.

### 한국우주인배출사업 계획의 미비
이소연이 우주과학 분야의 기술 개발에 직접 관여하지 않고 MBA 과정을 밟기 위해 미국으로 가고 난 후.
2014년 8월 12일 항공우주연구원은 7월 21일 이소연이 우편을 통해 제출한 퇴직원을 수리했다고 밝혔다.

### 책임 회피 논란
우주인 규정에 따르면 예배 중 간증이 금지되어 있지만 2009년에 강연이라는 이름을 빌려 국회에서 과학 간증을 하였다.
한국항공우주연구원 재직 당시 업무시간 중 이루어진 강연료 전액을 개인수입으로 착복했다는 의혹과, 국가예산 260억을 투입한 한국 최초의 우주인이 연구원 의무복무기간인 2년을 채우자마자 항공우주분야와 관련이 없는 경영학을 공부하러 미국에 유학간 점, 그리고 한국계 미국인과 결혼 후 미국시민권을 취득하여 책임 회피 논란이 제기되고 있다.
이소연이 국민적 기대를 버리고 MBA 과정으로 이직한 것에 대해 사회학자 송호근은 자신의 꿈을 유지할 인센티브가 없는 이공대 문제의 단적인 예라고 말했다.

"한국이 앞선 분야는 과학기술 인프라뿐이다. 과학기술 분야에서 우위를 유지하려면 뛰어난 인재들을 영입하는 인센티브 시스템이 개발되어야 하고, 그들을 양성하는 교육 및 훈련제도가 선진화되어야 한다. 그런데 과학 인재들이 공학계열을 기피하고 주로 의과대학에 몰리는 현상을 아직 해결하지 못했다. 이공대가 우수인재 기근에 시달린 지 오래인데 그 결과가 과학기술 분야의 경쟁력 저하로 서서히 나타날 것이다."

## 가족
아버지 이길수와 어머니 정금순의 1남 2녀 중 첫째이다. 2013년 8월 2일 4살 연상의 재미교포 검안사 정재훈과 결혼하여 미국 영주권을 얻었다.

## 학력
- 광주송원초등학교
- 광주과학고등학교
- 한국과학기술원(KAIST) 기계공학과 학사
- 한국과학기술원 대학원 석사
- 캘리포니아 대학교 버클리 하스 경영대학원 MBA(경영학 석사)과정
- 한국과학기술원 바이오시스템학과 박사(2008년 3월)

## 경력
- 2007년 2월 SBS 명예특파원
- 2008년 3월 러시아 소유스 우주선 탑승팀
- 2011년 1월 한국과학기술원 겸임교수

## 수상
- 2006년 한국과학기술원 올해의 KAIST인상
- 2007년 한국과학기술원 특별공로상
- 2008년 한국과학기술원 특별상

## 같이 보기
- 고산
- 러시아 연방 우주국
- 국제 우주 정거장
- ARISS(영어판)
- 우주비행 참가자(영어판)
- 각국 최초의 우주인
- 한국과학기술원
- 윤창구